# Chrysina chrysopedila
Chrysina chrysopedila är en skalbaggsart som beskrevs av Bates 1888. Chrysina chrysopedila ingår i släktet Chrysina och familjen Rutelidae. Inga underarter finns listade i Catalogue of Life.